# Klon (genetyka)
Klony – zbiór komórek lub organizmów  będących swoimi wiernymi kopiami genetycznymi (innymi słowy: mającymi identyczny genotyp). Klony komórek powstają przez podział mitotyczny lub podział prosty (bakterie) jednej komórki (zobacz szczep monokloniczny), a organizmu w wyniku rozmnażania bezpłciowego z jednego organizmu macierzystego.
Wyrazem „klon” określa się także organizm powstały przez klonowanie oraz identyczne fragmenty DNA skopiowane z jednej cząsteczki DNA (powstałe przy metodzie PCR).